# День пам'яті журналістів, загиблих при виконанні професійних обов'язків
День па́м'яті журналі́стів, заги́блих при викона́нні професі́йних обо́в'язків — 15 грудня, пам'ятний день, встановлений Спілкою журналістів Росії з 1991 року.
У світі цього дня згадують журналістів, загиблих при виконання професійного обов'язку. Родичі, друзі і колеги шанують пам'ять  репортерів, фотографів, телеоператорів, що загинули в «гарячих точках» і в мирний час в боротьбі за чесну і оперативну інформацію.